# Momme (navn)
Momme er et nordfrisisk fornavn (drengenavn). Ikke helt ualmindeligt syd for grænsen, men kun få bærer navnet i Danmark, – deraf enkelte som efternavn, men det er formentlig en senere udvikling. 
Der er ca. 45 personer i Danmark, der bærer navnet.
Ifølge Alsingergildet "alsiske stednavne" menes man at Mommark betyder rydningen med det sorte ler (Mo = moler)